# Oakland Raiders 1997
La stagione 1997 degli Oakland Raiders è stata la 28ª della franchigia nella National Football League, la 38ª complessiva. Guidato da Joe Bugel, il club terminò con un record di 4–12, il suo peggiore dal 1962 quando ne vinsero sola una nell'anno prima dell'arrivo di Al Davis. La squadra mancò i playoff per il quarto anno consecutivo, col quarterback Jeff George che stabilì l'allora record di franchigia con 3.917 yard passate.

## Scelte nel Draft 1997
| Scelte dei Raiders nel Draft 1997 |        |                 |       |              |
| Giro                              | Scelta | Giocatore       | Ruolo | College      |
| 1                                 | 2      | Darrell Russell | DT    | USC          |
| 3                                 | 72     | Adam Treu       | C     | Nebraska     |
| 3                                 | 85     | Tim Kohn        | T     | Iowa St.     |
| 4                                 | 123    | Chad Levitt     | RB    | Cornell      |
| 6                                 | 172    | Calvin Branch   | DB    | Colorado St. |
| 6                                 | 193    | Grady Jackson   | DT    | Knoxville    |

## Calendario
| Stagione regolare |                       |                    |
| Turno             | Avversario            | Risultato          |
| 1                 | at Tennessee Oilers   | S 24–21            |
| 2                 | Kansas City Chiefs    | S 28–27            |
| 3                 | at Atlanta Falcons    | V 36–31            |
| 4                 | at New York Jets      | S 23–22            |
| 5                 | St. Louis Rams        | V 35–17            |
| 6                 | San Diego Chargers    | S 25–10            |
| 7                 | Settimana di pausa    | Settimana di pausa |
| 8                 | Denver Broncos        | V 28–25            |
| 9                 | at Seattle Seahawks   | S 45–34            |
| 10                | at Carolina Panthers  | S 38–14            |
| 11                | New Orleans Saints    | S 13–10            |
| 12                | at San Diego Chargers | V 38–13            |
| 13                | at Denver Broncos     | S 31–3             |
| 14                | Miami Dolphins        | S 34–16            |
| 15                | at Kansas City Chiefs | S 30–0             |
| 16                | Seattle Seahawks      | S 22–21            |
| 17                | Jacksonville Jaguars  | S 20–9             |

## Classifiche
| AFC West Division      |    |    |   |      |     |     |     |
|                        | V  | S  | P | %    | PF  | PS  | STR |
| (1) Kansas City Chiefs | 13 | 3  | 0 | .813 | 375 | 232 | V6  |
| (4) Denver Broncos     | 12 | 4  | 0 | .750 | 472 | 287 | V1  |
| Seattle Seahawks       | 8  | 8  | 0 | .500 | 365 | 362 | V2  |
| Oakland Raiders        | 4  | 12 | 0 | .250 | 324 | 419 | S5  |
| San Diego Chargers     | 4  | 12 | 0 | .250 | 266 | 425 | S8  |